# Hildon
Hildon是為了行動裝置（PDA，手機等）而開發的應用框架，運行在 Linux 作業系統上。
它是由諾基亞公司在 Maemo 作業系統開發，現在已經成為 GNOME 的一部份。它主要是為了提供一個可以觸控的界面而開發的。